# おじさんはカワイイものがお好き。
『おじさんはカワイイものがお好き。』（おじさんはカワイイものがおすき、OJISAN HA KAWAIIMONO GA OSUKI. ）は、ツトムによる漫画。2017年7月6日からフレックスコミックスが運営するWeb漫画サイト『COMIC ポラリス』で更新・連載されており、コミックスは2020年4月14日現在で4巻が刊行されている。イケメンで仕事もできる課長がカワイイものが大好きという秘密を抱えながら葛藤するさまを描く。
2020年8月から眞島秀和主演でテレビドラマ化された。

## 登場人物
小路三貴（おじ みつたか）〈40〉
課長。バツイチ。容姿端麗で紳士的ではあるが、カワイイものに目がない。子供の頃に姉から「パグ太郎」のぬいぐるみを貰って以降、「パグ太郎」推し。しかし学生のときに、鞄につけていたぬいぐるみを周囲の人間に笑われ、咄嗟に「これは貰い物で、好きでつけているわけじゃない」と嘘をついてしまったことがトラウマになり、現在もカワイイもの好きであることを公言できないまま葛藤を続けている。O型。
テレビドラマでは、株式会社COTORI第一営業課課長という設定に変更されている。
仁井真純（にい ますみ）〈18〉
小路の甥で大学生。小路の家に居候している。気遣いができる優しい子。小路の秘密には全く気付いていない。AB型。
テレビドラマでは、少女漫画家を目指している設定が追加されている。
鳴戸渡（なると わたる）〈35〉
小路にライバル心を燃やす、小路の隣の課の課長。癇癪持ちで陰では“ワンレンメガネ”というありがたくないあだ名で呼ばれている。実は大の猫好き。A型。
河合ケンタ（かわい ケンタ）〈28〉
小路の会社が入っているビルの2階にあるデザイン会社に勤めるデザイナー。小路と同じく、カワイイものが大好き。推しは「くまちゃんのようちえん」。A型。
茂科莉央（もしな りお）〈29〉
小路の部下。小路のことが好き。ただし、恋愛対象としてではなく、アイドルとして見ている。A型。
テレビドラマでは小路に憧れる一方で、イケメンアイドルグループ「DMB43」を推している設定が追加されている。
臼間未来（うすま みく）〈26〉
小路の部下。小路のことを好きな茂科を見守っている。AB型。
テレビドラマでは美容やコスメが好きな設定が加わっている。
木庭春生（こば はるお）〈27〉
小路の部下。空気の読めないお調子者。B型。
パグ太郎（パグたろう）
KDL（キットディランド）の人気キャラクター。身長は約45センチメートル。好きな食べ物はヨーグルト。

## 書誌情報
- ツトム 『おじさんはカワイイものがお好き。』フレックスコミックス〈ポラリスCOMICS〉、既刊11巻（2025年2月14日現在）
  1. 2018年5月12日発売、ISBN 978-4-86675-012-5
  2. 2018年9月13日発売、ISBN 978-4-86675-027-9
  3. 2019年8月7日発売、ISBN 978-4-86675-071-2
  4. 2020年4月14日発売、ISBN 978-4-86675-104-7
  5. 2020年11月13日発売、ISBN 978-4-86675-128-3
  6. 2021年8月6日発売、ISBN 978-4-86675-163-4
  7. 2022年4月15日発売、ISBN 978-4-86675-210-5
  8. 2022年12月15日発売、ISBN 978-4-86675-257-0
  9. 2023年8月8日発売、ISBN 978-4-86675-304-1
  10. 2024年4月15日発売、ISBN 978-4-86675-353-9
  11. 2025年2月14日発売、ISBN 978-4-86675-413-0

## マンガ動画
コミックス4巻の発売に合わせて2020年4月10日に、BookLive!の公式YouTubeチャンネルにてマンガ動画が公開された。小路課長役を津田健次郎、鳴戸課長役を佐藤拓也が担当している。

## テレビドラマ
2020年8月13日から9月10日まで読売テレビ製作・日本テレビ系列の「木曜ドラマF」で毎週木曜 23:59 - 翌 0:54に放送された。全5回。主演は眞島秀和。
キャッチコピーは「彼らには、秘密があった。」。

### キャスト
- 小路三貴〈43〉 - 眞島秀和（幼少期：佐藤遙灯、少年期：高野洸）
- 河合ケンタ〈38〉 - 今井翼[4]
- 鳴戸渡〈36〉 - 桐山漣[4]
- 仁井真純〈18〉 - 藤原大祐[4]
- 茂科莉央 - 富田望生[5]
- 臼間未来 - 愛加あゆ[5]
- 木庭春生 - 水間ロン[5]
- 古宇東二 - 佐藤正和[5]
- 茂科莉央の推しアイドル　- 曽田陵介、木津つばさ

### ゲスト
第3話
- 武林穂歩（小路の元妻で元上司） - 山本未來

### スタッフ
- 原作 - ツトム 『おじさんはカワイイものがお好き。』（COMIC ポラリス / フレックスコミックス連載中）
- 脚本 - 坪田文[4]
- 監督 - 熊坂出[4]
- ナレーション - 森七菜[6]
- 音楽 - 眞鍋昭大、サウンドトラック『おじさんはカワイイものがお好き。 Original Soundtrack』
- 主題歌 - サイダーガール 「落陽」（ユニバーサルJ / ユニバーサルミュージック）[7]
- 着ぐるみ制作 - 江川悦子
- 劇中キャラクターライセンス協力 - マインドワークス・エンターテインメント
- 劇中マンガ - 和泉キリフ
- オフィスデザイン監修 - アーバンプラン
- チーフプロデューサー - 前西和成
- プロデューサー - 小島祥子、熊谷理恵（大映テレビ）
- 制作協力 - 大映テレビ
- 製作著作 - 読売テレビ

### ロケ地
- 府中の森公園（東京都府中市浅間町）：小路とケンタが仲直りした場所[8]。
- なかめ公園橋付近（東京都目黒区中目黒）：小路がパグ太郎グッズを持って歩いた場所[8]。
- 品川イーストワンタワー（東京都港区港南）：小路が働いている株式会社COTRIが入居するビル[8]。

### 放送日程
| 話数   | 放送日  | サブタイトル                                                              | ラテ欄                 |
| ------ | ------- | ------------------------------------------------------------------------- | ---------------------- |
| 第1話  | 8月13日 | 小路三貴は、「カワイイもの好きなおじさん」 ということを隠して生きている。 | イケオジの秘密         |
| 第2話  | 8月20日 | 小路さん、同志とファンシーショップへ行く                                  | はじめての同志!?       |
| 第3話  | 8月27日 | 小路さんは、ご当地グッズが買いたい                                        | 仲良く出張編! 元妻襲来 |
| 第4話  | 9月03日 | 小路さん、サプライズに挑戦!                                               | 同志…サプライズに挑戦  |
| 最終話 | 9月10日 | 小路さん、走る!                                                           | パグ太郎!!!!!!         |

### Huluオリジナルストーリー
『小路さんたちのヒミツのおはなし』のタイトルで、第3話以降Huluで約5分のミニドラマを配信。
| 話数               | 配信日  | サブタイトル                   |
| ------------------ | ------- | ------------------------------ |
| 第3.5話            | 8月28日 | 小路さんたちのカバンの中身     |
| 第4.5話            | 9月4日  | ニュー鳴戸の憂鬱               |
| アフターストーリー | 9月11日 | 小路さんたちのホームパーティー |

### 関連商品
- 2021年2月10日に、Blu-ray BOXとDVD BOXが同時発売された。発売元：読売テレビエンタープライズ、販売元：TCエンタテインメント。

### その他・タイアップなど
- 東京・池袋（乙女ロード）にあるキャラウムカフェにて、2020年9月12日 - 16日まで『「おじさんはカワイイものがお好き。」パグ太郎カフェ』を開催[10][11]。

| 読売テレビ製作・日本テレビ系列 木曜ドラマF              | 読売テレビ製作・日本テレビ系列 木曜ドラマF                                            | 読売テレビ製作・日本テレビ系列 木曜ドラマF                                    |
| 前番組                                                  | 番組名                                                                                | 次番組                                                                        |
| ------------------------------------------------------- | ------------------------------------------------------------------------------------- | ----------------------------------------------------------------------------- |
| ギルティ〜この恋は罪ですか?〜 （2020年4月2日 - 8月6日） | おじさんはカワイイものがお好き。 （2020年8月13日 - 9月10日）                          | 一時中断 ↓ 江戸モアゼル 〜令和で恋、いたしんす。〜 （2021年1月7日 - 3月11日） |
| 読売テレビ製作・日本テレビ系列 木曜プラチナイト枠       |                                                                                       |                                                                               |
| ギルティ〜この恋は罪ですか?〜 （2020年4月2日 - 8月6日） | おじさんはカワイイものがお好き。 （2020年8月13日 - 9月10日） 【ここまで連続ドラマ枠】 | 「任意同行」願えますか? 【この期間はバラエティ番組枠】                        |